# 尼爾斯山
68°4′S 48°1′E / 68.067°S 48.017°E
尼爾斯山是南極洲的山峰，位於恩德比地，處於克里斯滕森山以南6公里，該山峰根據澳大利亞探險隊拍攝的空中照片被繪入地圖，該山峰現時由南極條約體系管理。